# Gerontologia
La gerontologia è lo studio degli aspetti sociali, psicologici, cognitivi e biologici dell'invecchiamento. Si distingue dalla geriatria, che è la branca della medicina indirizzata al trattamento di una determinata malattia degli anziani. I gerontologi includono ricercatori e professionisti nel campo non solo della medicina e della ricerca, ma anche del lavoro sociale, della biologia, della psicologia, della sociologia, dell'economia, dell'antropologia, della salute pubblica e di altri settori.

## Storia

### Le origini
Il termine "gerontologia" fu coniato dal biologo russo Élie Metchnikoff (Ilya Mechnikov), che è spesso considerato uno dei padri fondatori della gerontologia. Metchnikoff introdusse il termine nel 1903, nel suo libro "The Nature of Man: Studies in Optimistic Philosophy".
Nel 1930, l'istituzione di istituti di ricerca dedicati allo studio dell'invecchiamento, come il "Gerontological Society of America" negli Stati Uniti, promosse la ricerca e la formazione in questo campo.  Un ulteriore sviluppo avvenne nel 1945, con la creazione della "American Geriatrics Society", che focalizzava l'attenzione sulle problematiche mediche e di cura associati all'invecchiamento, e l'anno successivo con la fondazione del Journal of Gerontology, una delle riviste più antiche e rispettate nel campo e divisa in diverse sezioni, tra cui "Journal of Gerontology: Biological Sciences" e "Journal of Gerontology: Psychological Sciences". 
Ma fu solo nei decenni tra il 1950 e il 1960 che la gerontologia si affermò come disciplina accademica presente all'interno di corsi universitari, programmi di ricerca e la pubblicazione di riviste scientifiche dedicate allo studio dell'invecchiamento. 
Alcuni esempi di corsi Universitari e programmi di ricerca:
- University of Michigan Institute of Gerontology: fondata nel 1965, questo istituto ha contribuito significativamente alla ricerca e all'educazione in gerontologia. Offre programmi interdisciplinari che integrano le scienze biologiche, psicologiche e sociali dell'invecchiamento.
- Gerontology Research Center (GRC) presso il National Institutes of Health (NIH): fondato nel 1940, il GRC divenne un centro di eccellenza negli anni '50 e '60, conducendo ricerche fondamentali sui processi biologici dell'invecchiamento. Fa parte del National Institute on Aging (NIA), istituito nel 1974.
- University of Southern California (USC) Leonard Davis School of Gerontology: fondata nel 1975, ma il programma di gerontologia della USC ha le sue radici nei corsi e nelle ricerche iniziati negli anni '60. È la prima scuola di gerontologia indipendente al mondo e continua a essere un leader nell'educazione e nella ricerca sull'invecchiamento.

Alcuni esempi di riviste:
- Journal of the American Geriatrics Society (JAGS): fondata nel 1953, pubblica articoli di ricerca originali, recensioni e commenti sui vari aspetti dell'assistenza geriatrica e delle scienze dell'invecchiamento.
- The Gerontologist: fondata nel 1961 dalla Gerontological Society of America (GSA). Una delle principali riviste accademiche nel campo della gerontologia, pubblica ricerche interdisciplinari su vari aspetti dell'invecchiamento.

## Descrizione
Questa disciplina si occupa di:
- studiare i cambiamenti fisici, mentali e sociali nelle persone che invecchiano,
- studiare il processo di invecchiamento biologico stesso (biogerontologia),
- studiare gli impatti sociali e psicosociali dell'invecchiamento (sociogerontologia),
- studiare gli effetti psicologici sull'invecchiamento (psicogerontologia),
- indagare l'interfaccia di invecchiamento biologico, con la malattia associata all'invecchiamento (geroscienza),
- studiare gli effetti di una popolazione sulla società,
- applicare queste conoscenze alle e politiche sia a livello macroscopico (per esempio, la pianificazione del governo) che microscopico (ad esempio, l'edificazione di una casa di cura).

La natura multidisciplinare della gerontologia implica la presenza di una serie di sottocampi, nonché campi associati come la psicologia e la sociologia, che si sovrappongono alla gerontologia stessa. I gerontologi considerano l'invecchiamento in quattro distinti processi:
- invecchiamento cronologico,
- invecchiamento biologico,
- invecchiamento psicologico,
- invecchiamento sociale.

Il primo ha la stessa definizione dell'invecchiamento sulla base degli anni di una persona a partire dalla nascita. L'invecchiamento biologico si riferisce ai cambiamenti fisici che riducono l'efficienza dei sistemi e degli organi. L'invecchiamento psicologico comprende i cambiamenti che si verificano nei processi sensoriali e percettivi, le capacità cognitive, la capacità di adattamento e la personalità. L'invecchiamento sociale si riferisce ai ruoli mutevoli ed ai rapporti con la famiglia di un individuo, gli amici e altri supporti informali, nonché ai ruoli produttivi dell'individuo per sé ed all'interno delle organizzazioni.
Il termine è stato coniato da Ilya Ilyich Mechnikov nel 1903 e deriva dal greco geron ("vecchio") e logia ("studio").